# اچ‌ام‌اس ماتاپان (دی۴۳)
اچ‌ام‌اس ماتاپان (دی۴۳) (به انگلیسی: HMS Matapan (D43)) یک کشتی بود که طول آن ۳۷۹ فوت (۱۱۶ متر) بود. این کشتی در سال ۱۹۴۵ ساخته شد.